# Ooencyrtus populicola
Ooencyrtus populicola är en stekelart som beskrevs av Svetlana N. Myartseva 1995. Ooencyrtus populicola ingår i släktet Ooencyrtus och familjen sköldlussteklar.
Artens utbredningsområde är Kazakstan. Inga underarter finns listade i Catalogue of Life.